# Inuhiko Yomota
Inuhiko Yomota (四方田 犬彦, Yomota Inuhiko, né le 20 février 1953) est un auteur japonais, critique culturel, essayiste, traducteur et historien du cinéma. Son nom véritable est Gōki Yomota (四方田 剛己, Yomota Gōki).

## Biographie
Inuhiko Yomota naît le 20 février 1953 à Nishinomiya, préfecture de Hyōgo, mais grandit à Tokyo. Il est diplômé d'études religieuses de l'université de Tokyo où il poursuit des études de littérature comparée. Après avoir terminé ses études supérieures, il parcourt le monde en tant que professeur invité et chercheur à l'université Konkuk en Corée du Sud, à l'université Columbia aux États-Unis, à l'université de Bologne en Italie, à l'université de Tel Aviv en Israël et à l'université de Pristina au Kosovo. Il est actuellement professeur d'études cinématographiques et de littérature comparée à l'université Meiji Gakuin. Il est marié à Chie Tarumi, spécialiste de la littérature de Taïwan au cours de l'occupation japonaise.
Son principal domaine d'étude est l'histoire du cinéma, en particulier l'histoire du cinéma dans les pays asiatiques. Il organise un colloque annuel sur différents sujets de l'histoire du cinéma. Ses autres domaines d'étude comprennent l'art, la cuisine, la littérature, les manga, la musique, les minorités culturelles, les langues étrangères et les pays étrangers (en particulier la Corée).
Inuhiko Yomota a publié près de quatre-vingts livres depuis le début de sa carrière et a remporté plusieurs prix littéraires pour son travail, dont le prix Kōdansha de l'essai. Il a également traduit des œuvres d'auteurs américains et palestiniens en japonais.

### Publications
- Ryumiēru no Tatakai: Eiga e no Zenshinteki Yokubō (1980)
- Eizō no Shōkan: Essay Cinematographique (1983)
- Eizō Yōri (1984)
- Critique (1984)
- Hito Sore wo Eiga to Yobu (1985)
- Eiga wa Mō Sugu Hyakusai ni Naru (1986)
- Warera ga "Tasha" Suru Kankoku (1987)
- Kishu to Tensei (1987)
- Shokutaku no Ue no Chiisa na Konton (1987)
- Kanjō Kyōiku (1988)
- Jojishi no Kennō (1988)
- Mō Hitori no Tenshi: Nostalgia to Shūshū wo Meguru 48 no Seisatsu (1988)
- Oukenbon: Papers '89~'90 (1991)
- Lu Xun: Mezamete Hito ha Doko e Iku ka (Ningen Monogatari) (1992)
- Tsukishima Monogatari (1992)
- Ekkyō no Ressun: Higashi Ajia no Genzai - Itsutsu no Taiwa (1992)
- Matsu Koto no Yorokobi (1992)
- Eiga no Ufufu (1992)
- Doll's House no Eigakan (1993)
- Yomu Koto no Anima: Kodomobeya no Sekai Bungaku (1993)
- Den'ei Fūun (1993)
- Akainu Hon: Papers '91~'92 (1993)
- Bungakuteki Kioku (1993)
- Kaihi to Kōdei (1994)
- Manga Genron (1994)
- Kūsō Ryokō no Shūjigaku: "Garibā Ryokōki" Ron (1996)
- Kishu to Tensei: Nakagami (1996)
- Ulysse no Kikan (1996)
- Eigashi e no Shōtai (1998)
- Kokoro Tokimekasu (1998)
- Hoshi to Tomo ni Hashiru: Nisshi 1979-1997 (1999)
- Ōkami ga Kuru zo! (1999)
- Nihon Eiga no Radikaru na Ishi (1999)
- 21-seiki wo Mezasu Korian Firumu (1999)
- Tabi no Ōsama (1999)
- Nihon Eigashi 100-nen (2000)
- Morokko Rutaku (2000)
- Nihon no Joyū: Nihon no 50-nen Nihon no 200-nen(2000)
- Kedamono to Watashi (2000)
- Marco Polo to Shobutsu (2000)
- Tetsugaku Shokan (2000)
- Souru no Fūkei: Kioku to Henbō (2001)
- High School: Bookish Life (2001)
- Ajia no Naka no Nihon Eiga (2001)
- Daisuki na Kankoku (2003)
- Eiga to Hyōshō Fukanōsei (2003)
- Ajia Eiga to Taishūteki Sōzōryoku (2003)
- Mametsu no Uta (2003)
- High School 1968 (2004)
- Yubi ga Tsuki wo Sasu Toki, Gusha wa Yubi o Miru: Sekai no Mei Serifu 50 (2004)
- Shirato Sanpei Ron (2004)
- Kokoro ha Korogaru Ishi no Yō ni: Papers 2003-2004 (2004)
- Kōkai no Mae no Dokusho (2004)
- Rabelais no Kodomotachi (2005)
- Miru Koto no Shio: Paresuchina/Serubia Kikō (2005)
- Bruce Lee: Li Xiaolong no Eikō to Kodoku (2005)
- "Kawaii" Ron (2006)
- Paresuchina Nau: Sensō/Eiga/Ningen (2006)
- Sensei to Watashi (2007)
- Ningen wo Mamoru Dokusho (2007)
- Hon'yaku to Zasshin: Dulcinea Blanca (2007)
- Nihon no Marāno bungaku: Dulcinea Roja (2007)
- Nihon Eiga to Sengo no Shinwa (2007)
- Tsukishima Monogatari Futatabi (2007)
- Roba to Sūpu: Papers 2005-2007 (2007)
- Yomota Inuhiko no Hikkoshi Jinsei (2008)

### Compilation et édition
- Eiga Kantoku Mizoguchi Kenji (1999)
- Li Xianglan to Higashi Ajia (2001)
- The Greatest Hits of Hiraoka Masaaki (2001)
- Ajia Eiga (2003)
- Yoshida Yoshishige no Zentaizō (2004)
- Joyū Yamaguchi Momoe (2006)

### Traductions
- Shikō Taiken Jigen no Tame no Shinrigaku (1979) - de Colin Wilson, en collaboration avec Kimiyoshi Yura
- Yūga na Emono (1989) - de Paul Bowles
- Kumo no Ie: Paul Bowles Sakuhinshū (1995) - de Paul Bowles
- Tomaru Koto Naku: Paul Bowles Jiden (1995) - de Paul Bowles
- Paresuchina e Kaeru (1999) - d'Edward Said
- Merodoramateki Sōzōryoku (2002) - de Peter Brooks, en collaboration avec Keiko Kimura
- Shishū Kabe ni Egaku (2006) - de Mahmoud Darwich